# Paratuberitina
Paratuberitina es un género de foraminífero bentónico considerado un sinónimo posterior de Tuberitina de la familia Tuberitinidae, de la superfamilia Parathuramminoidea, del suborden Fusulinina y del orden Fusulinida. Su especie tipo es Eotuberitina reitlingerae. Su especie-tipo era Tuberitina collosa. Su rango cronoestratigráfico abarcaba el Pérmico.

## Discusión
Clasificaciones más recientes incluirían Paratuberitina en el suborden Parathuramminina, del orden Parathuramminida, de la subclase Afusulinina y de la clase Fusulinata.

## Clasificación
Paratuberitina incluía a las siguientes especies:
- Paratuberitina collosa †
- Paratuberitina tumida †